# Morassina
Die Morassina ist ein ehemaliges thüringisches Vitriol-Bergwerk in Schmiedefeld.
Heute befindet sich hier ein Schaubergwerk mit vielen Tropfsteinen von eindrucksvoller Farbenpracht und Formenvielfalt, das 1996 aufgrund seiner Einmaligkeit sogar in das Guinness-Buch der Rekorde einging.

## Entstehung der Tropfsteine

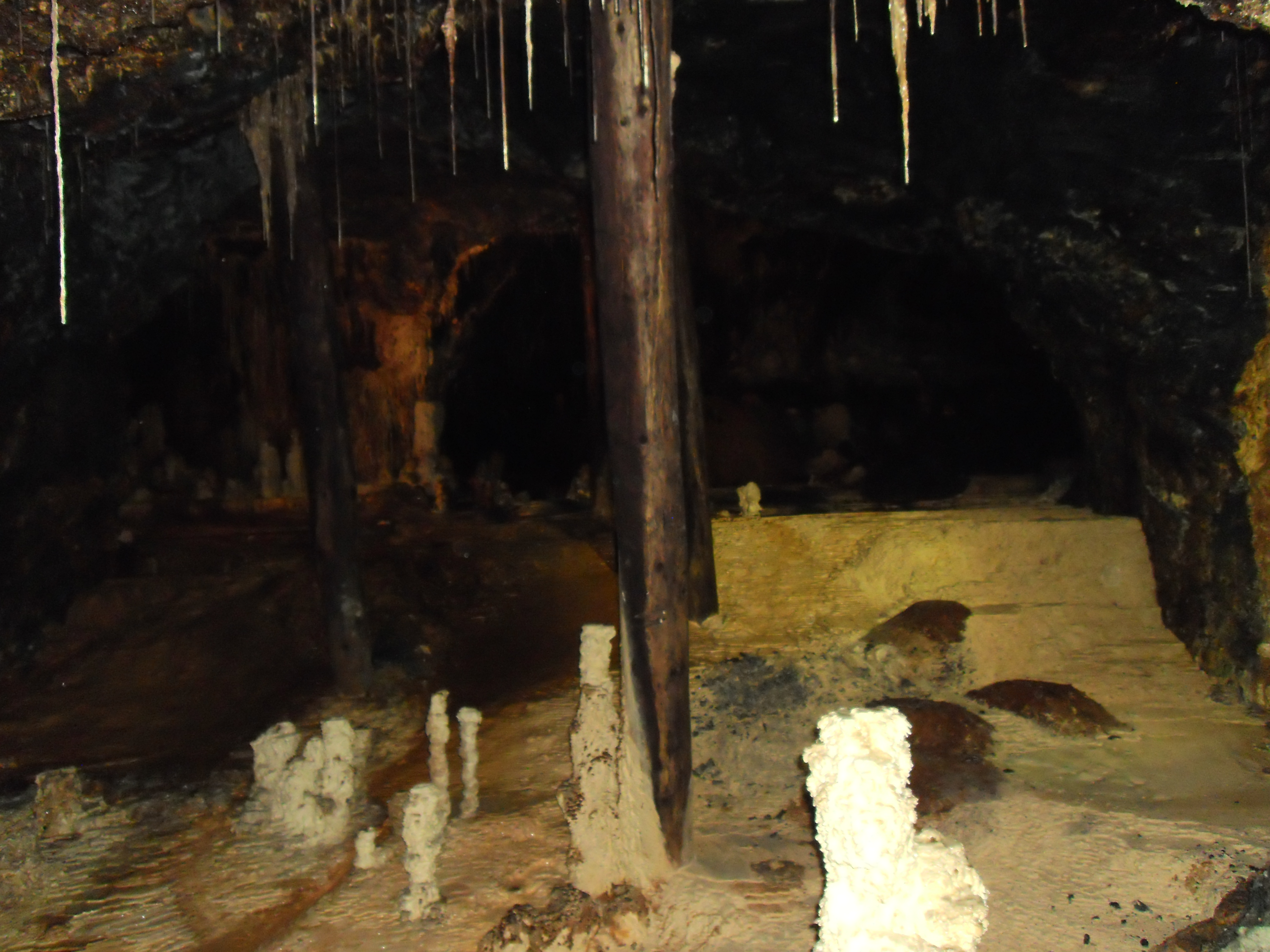
Tropfsteine im Bergwerk

Die Wachstumsgeschwindigkeit der Tropfsteine beträgt wohl das Tausendfache des Tropfsteinwachstums im Karbonatkarst. Grund dafür ist das Material der Tropfsteine, die relativ weiche Substanz Diadochit bzw. Bergbutter, ein Eisen(III)-hydroxy-phosphat-sulfat-hydrat.
Das Bergwerk befindet sich in silurischen Alaun- und Kieselschiefern. Der Lösungsvorgang ist an zum Teil mikrobakteriell induzierte oxidative Abläufe gebunden, das heißt die Oxidation mit Sauerstoff aus dem Grundwasser führt erst zur Bildung der wasserlöslichen Substanzen, die dann abtransportiert werden. In der Grube werden verschiedene Minerale entsprechend den hydrochemischen Verhältnissen ausgefällt. Im Wesentlichen sind es Sulfide, Oxide, Carbonate, Sulfate, Phosphate, Vanadate, Arsenate und Silikate. Da es sich dabei um sehr unterschiedliche Substanzen mit unterschiedlichen Farben handelt, haben die Tropfsteine eine außergewöhnliche Färbung.

## Geschichte

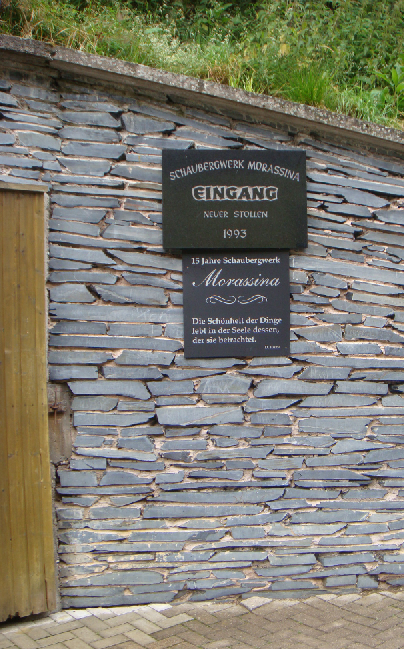
Schautafel am Stollenmundloch

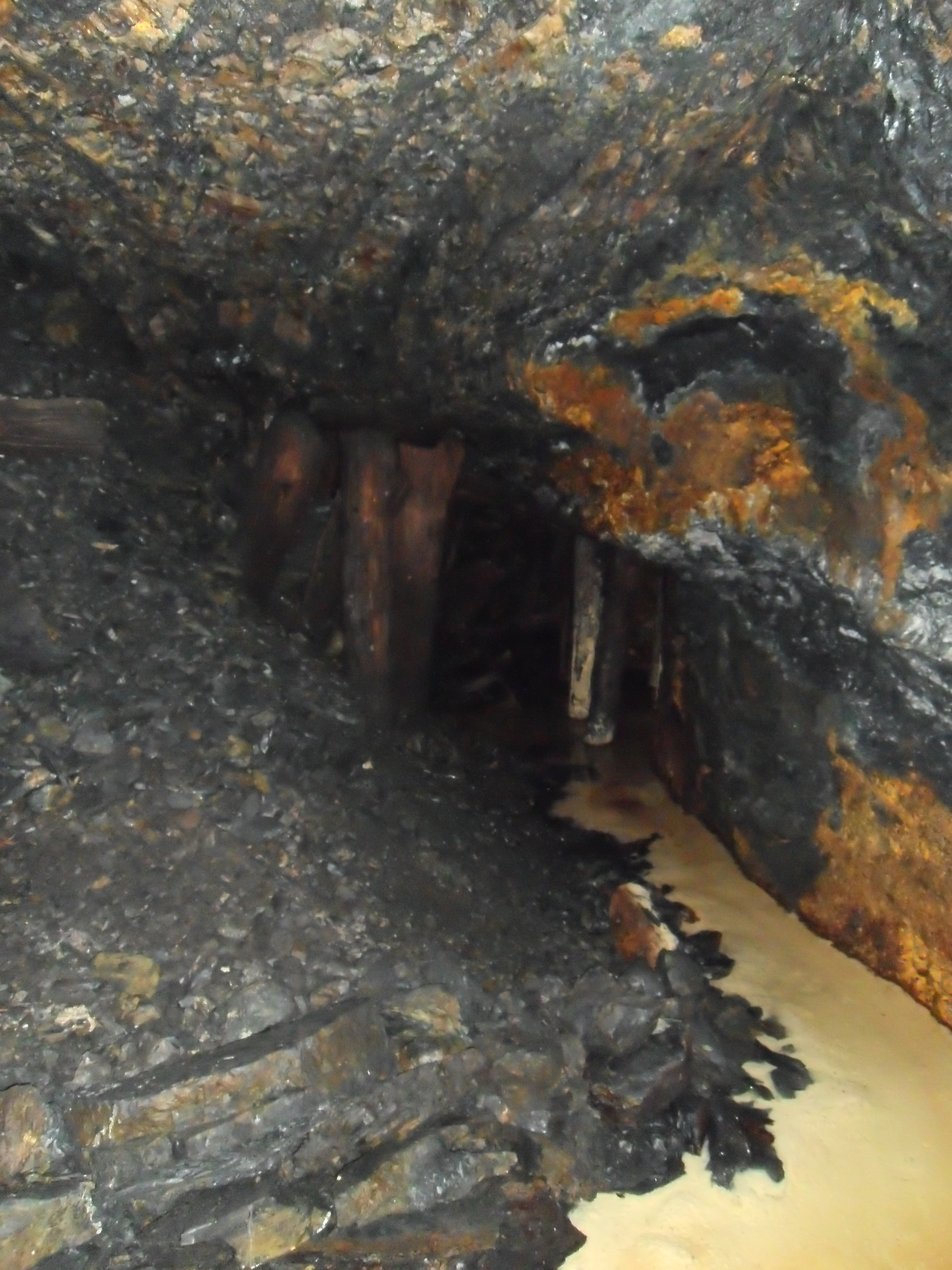
Historischer Stollen

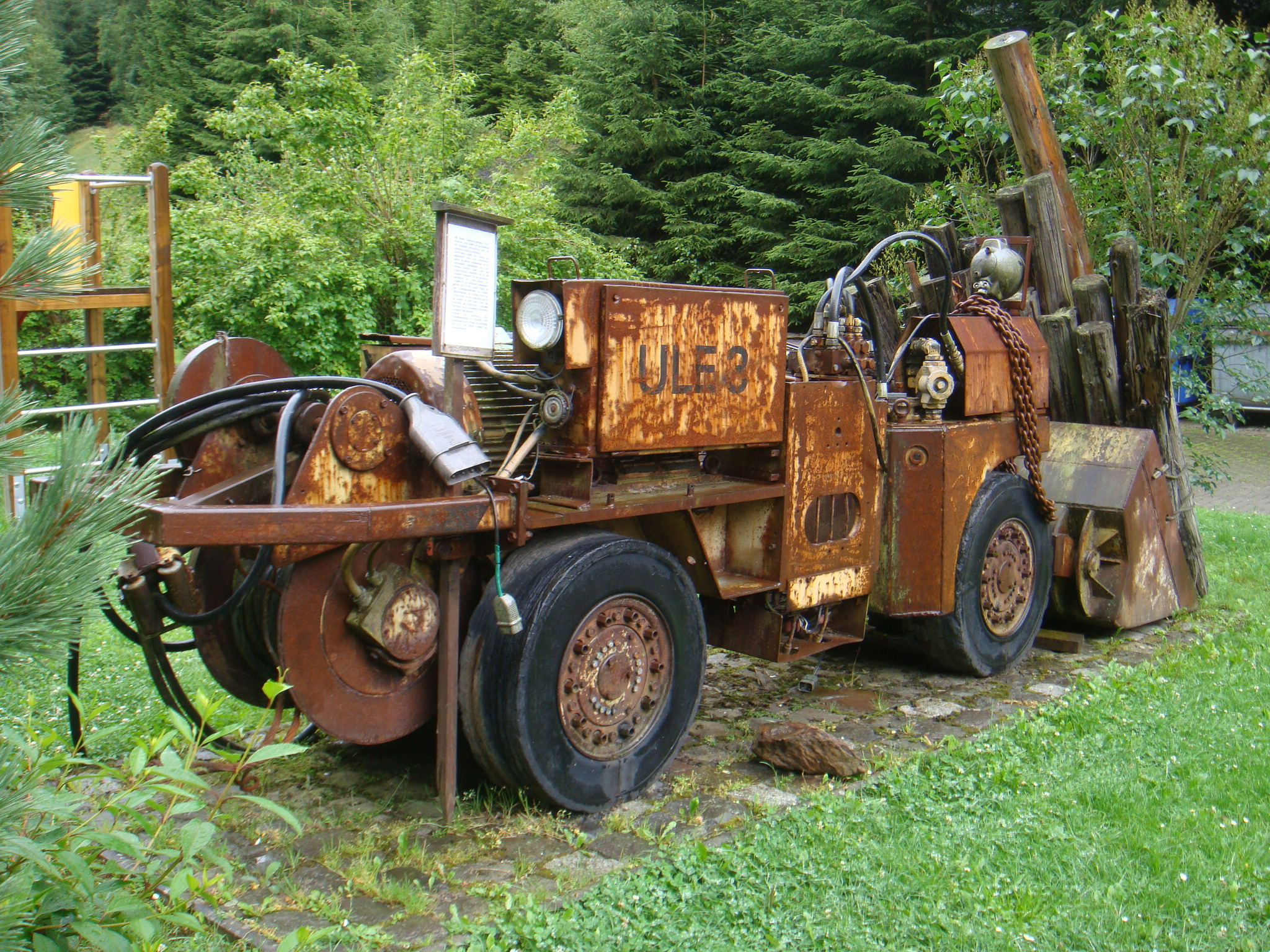
Der elektrische Fahrlader ULE3 diente dem Laden und Transport des Haufwerkes

Erstmals erwähnt wurde die Grube im „Schwefelloch“ im Zusammenhang mit dem Abbau von Alaun, Eisen- und Kupfervitriol sowie Schwefel und Farberden im Jahre 1683. 1717 war ein erster Besitzwechsel. Der Kaufmann Johann Leonard Morassi übernahm das Bergwerk und nannte es Morassina. Im Jahre 1750 wurde die Grube an das Kauf- und Handelshaus Frege in Leipzig verkauft. Man verglich die Freges wegen ihres Besitzes mit den Fuggern in Augsburg und den Rothschilds in Frankfurt am Main. Frege entwickelte seine Bergwerke zu Marktführern im thüringischen und im fränkischen Raum. Nachdem man um 1850 Alaun- und Vitriolprodukte auf chemischen Weg billiger produzieren konnte, kamen die Fregeschen Bergwerke schnell zum Erliegen. 1863 lieferte das Vitriolwerk Morassina die letzten Produkte an die Kunden aus.
Die Eingänge zum Hohlraumsystem wie das gesamte Bergwerk gerieten in Vergessenheit. Als 1951 Bergleute der SDAG Wismut auf der Suche nach Uran die Eingänge der Grube aufwältigten, fanden sie zwar kein spaltbares Material, dafür aber Tropfstein- und Sinterbildungen, die weit und breit ihresgleichen suchten und schon damals als besonders beachtenswert eingestuft wurden. Wegen der Nähe zur damaligen innerdeutschen Grenze verhinderten die DDR-Behörden die Herrichtung eines Teiles der Hohlräume als Schaubergwerk. Erst 1989 kam vom Rat des Bezirkes Suhl, Abteilung Geologie, grünes Licht. 1993 wurde das Schaubergwerk Morassina eröffnet. Es gilt heute zusammen mit seinem Untertage-Sanatorium, dem „Sankt-Barbara“-Heilstollen, und seinem Bergbaumuseum als ein Konglomerat von Bildung, Forschung, Entspannung und Erholung.
Waren es früher Persönlichkeiten wie Alexander von Humboldt, August Breithaupt oder der Herausgeber des ersten Konversationslexikons, Joseph Meyer aus Gotha, die für den Ruf der Schmiedefelder Bergbauregion sorgten, so sind es heute die Wissenschaftler Manfred Wolf, Dieter Wolf, G. Walter, Bernd Ullrich und Reinhard Gaupp, die in Bezug zum Schaubergwerk Morassina neue wissenschaftliche Erkenntnisse erbrachten.
Der Sankt-Barbara-Stollen wird als Heilstollen zur Speläotherapie genutzt. Die Morassina ist Mitglied im Deutschen Heilstollenverband.